# アーキアル・リッチモンド・マイン・アシドフィリック・ナノオーガニズム
アーキアル・リッチモンド・マイン・アシドフィリック・ナノオーガニズム (Archaeal Richmond Mine acidophilic nanoorganisms) とは、古細菌のひとつである。既知の古細菌と似ているところが少なく、未知の部分も多い。身体の大きさは200×60nmしかなく、最も小さな生物である。名称が長いためしばしばARMANと表記される。
2018年時点では、パルウ古細菌 (ARMAN-4,5) とミクル古細菌 (ARMAN-1,2) の2つに分割されており、しかもこの2つはDPANN群の中で単系統となっていない。それぞれ個別に言及されるようになってきている。

## 発見と分布
ARMAN は、2006年にアメリカ合衆国カリフォルニア州にあるアイアンマウンテン鉱山の排水中から発見された新種の古細菌である。排水はpH1.5以下という強酸性液体であり、ヒ素、銅、亜鉛、鉄を含むが、この環境に適応し生息する極限環境微生物である。アイアンマウンテン鉱山では、同じ水から2004年と2005年にも新種の古細菌が4種類発見されている。アイアンマウンテン鉱山では、ARMAN は Leptospirillum 属の細菌が多くを占めるバイオフィルム内に、テルモプラズマ目の古細菌と生息しており、生態系全体の5%から25%を占めている。
ARMAN はそのほか、フィンランドの沼、日本の湯野浜温泉、スペインのリオ・ティント川で発見されている。このうちフィンランドとスペインはアメリカ合衆国と同じく強酸性の環境であるが、湯野浜温泉はpH8.1の弱塩基性の環境であり、ARMAN が多様な環境に生息している可能性を示している。

## 細胞構造と生態
ARMAN の細胞の長さは200nm、幅60nmしかなく、体積も0.009μm3から0.04μm3しかない。これはそれまで最小であったマイコプラズマ・ゲニタリウム (Mycoplasma genitalium) の平均250nmを下回る、生物界最小の身体を持っている。これ以上小さいと、単細胞生物として生存する事ができなくなるとも考えられている。
ARMAN の少数は、テルモプラズマ目の古細菌の身体に付着している事が分かっている。三次元画像では、ARMAN はテルモプラズマ目の細胞壁を貫通し、細胞質にあるように見えている。このことから、ARMAN は単独では生存できず、他の生物に寄生もしくは共生することで生存している可能性があるが、詳細は不明である。このような生物は、2002年に発見された、イグニコックス・イスランディクス (Ignicoccus hospitalis) の表面に共生するナノアルカエウム・エクウィタンス (Nanoarchaeum equitans) が前例としてあり、比較されている。

## 種類
ARMAN のゲノムはまだ完全に解析されていないが、メタゲノム解析によって、これまでに5種類の異なる遺伝子を持つものが確認されている。これらは生物の分類において種の地位に当たる物と考えられている。5種類のそれぞれには、発見・解析された順に ARMAN-1 、 ARMAN-2 、 ARMAN-3 、 ARMAN-4 、 ARMAN-5 と名づけられている。これらの多様性は、ARMAN のゲノムが短く、突然変異によって短い期間の間に多様性が出現したと考えられており、長い時間をかけて進化したわけではないと考えられている。暫定的な名称である "Archaeal Richmond Mine acidophilic nanoorganisms" は以下の意味を持つ。
- Archaeal ⇒ 古細菌
- Richmond Mine ⇒ リッチモンド鉱山（最初の発見地であるアイアンマウンテン鉱山の別名）
- acidophilic ⇒ 好酸性
- nanoorganisms ⇒ ナノサイズの生物

ARMAN-2 、ARMAN-4 、ARMAN-5 は完全なゲノム解析がされており、それぞれ暫定的な地位を示す "Candidatus" が頭に付けた上で、暫定的な学名がそれぞれ "Micrarchaeum acidiphilum" 、"Parvarchaeum acidiphilum" 、"Parvarchaeum acidophilus" と与えられている。学名はイタリック体ではなく立体なのは暫定的であるためである。一方、ARMAN-1 と ARMAN-3 は解析が進んでおらず、暫定的な学名すら与えられていない。ARMAN はユリアーキオータ門（界）に属しているが、暫定的な分類であり、新たな門の生物である可能性すらある。

## ゲノム
ARMAN-2 のゲノムサイズは99万9043塩基対であり、オープンリーディングフレーム (ORF) は1033である。一方で、ARMAN-4 はゲノムサイズが80万0887塩基対、ORF が916であり、ARMAN-5 はゲノムサイズが92万1220塩基対、ORF が1046であり、ARMAN-2 とあまり変わらない。ただし、ゲノムの断片数は ARMAN-2 は3つであるが、ARMAN-4 は44、ARMAN-5 は73に分かれている。
解析されている ARMAN のゲノムは特殊な点が多数ある。ARMAN の全ゲノムに占める古細菌由来のゲノムは、およそ66%以下と異常に割合が少ない。これはケナルカエウム・シュンビオスム (Cenarchaeum symbiosum) の58%に次いで小さな値である。また、翻訳や転写に関わるいくつかの遺伝子を欠いている。また、ARMAN-2 の25%、ARMAN-4 の35%、ARMAN-5 の38%の遺伝子は、これまでに知られていない配列であり、役割が不明である。
また、極めて小さな遺伝子であるにもかかわらず、ARMAN-2 にはβ酸化、ARMAN-2, 4, 5 には脂肪酸の分解に関わる遺伝子を持っており、完全、もしくはほぼ完全なクエン酸回路を持っており、ARMAN が好気細菌であることが分かる。実際、ARMAN が生息するバイオフィルム内は好気呼吸が行われている事が知られている。
ARMAN-2 には、従来知られていないイントロン配列が見つかっており、これは近縁種がもつ酵素では切断できないことから、ARMAN-2 は新種のtRNA切断酵素を持っている可能性がある。
このように非常に特殊な性質を多数持つため、ARMAN は原始生命体の生き残りであるとする考えもある。